# Hệ thống hài hòa (hải quan)
Hệ thống hài hòa mô tả và mã hóa hàng hóa, thường được gọi tắt là hệ thống hài hòa hoặc hệ thống HS, là hệ thống được tiêu chuẩn hóa quốc tế về tên gọi và mã số để phân loại hàng hóa được buôn bán trên phạm vi toàn thế giới của Tổ chức hải quan thế giới.
Các mã số của hệ thống hài hòa được gọi là mã HS. Trong lĩnh vực thương mại, khi cần khai báo nguồn gốc xuất xứ nhằm thu được các ưu đãi về thuế quan được áp dụng cho từng phạm trù quốc gia thì người ta đồng thời cũng thường ghi luôn mã HS để thuận tiện cho việc tính thuế tại các nước nhập khẩu.
Tại phiên họp tháng 6/2014, Hội đồng WCO đã thông qua khuyến nghị liên quan đến danh sách những chi tiết sửa đổi trong Danh mục HS, có hiệu lực vào ngày 01/01/2017 (HS 2017).Kể từ khi phiên bản HS hiện tại (HS 2012) có hiệu lực, Ủy ban HS đã sửa đổi phiên bản HS này trong gần 5 năm. HS 2017 sẽ là phiên bản thứ sáu của HS từ khi Công ước HS có hiệu lực vào năm 1983. HS 2017 sẽ có hiệu lực đối với tất cả các bên ký kết HS, ngoại trừ những sửa đổi bị phản đối. Phiên bản này gồm 234 phần sửa đổi.

## Mục đích
Theo Tổ chức hải quan thế giới, Hệ thống hài hòa được sử dụng như là cơ sở cho:
- Biểu thuế suất hải quan.
- Thu thập các số liệu thống kê về thương mại quốc tế.
- Quy tắc xuất xứ.
- Thu thuế trong nước.
- Thỏa thuận thương mại (ví dụ lịch trình của Tổ chức thương mại thế giới về các nhượng bộ thuế quan) giữa các quốc gia theo các quy chế như tối huệ quốc chẳng hạn.
- Biểu thuế và thống kê vận tải.
- Điều chnh việc kiểm soát hàng hóa (ví dụ chất thải, ma túy, vũ khí hóa học, các chất phá hủy tầng ozôn, các loài sinh vật đang chịu rủi ro cao v.v)
- Các lĩnh vực của kiểm soát và thủ tục hải quan, bao gồm các rủi ro trong các lĩnh vực như đánh thuế, công nghệ thông tin và sự tuân thủ các quy chế hải quan.

Các công ty sử dụng mã HS để tính toán tổng chi phí cuối cùng của hàng nhập khẩu, đồng thời xác định các cơ hội bán hàng, tìm kiếm nguồn cung từ nước ngoài. 